# Institut français d'Italie
 (février 2013).
L’Institut français d'Italie, dont le nom officiel est Institut français Italia, est l'organisme rassemblant l'ensemble du réseau culturel de la diplomatie française (Instituts français) en Italie.

## Mission
L’Institut français d'Italie est né le 1er janvier 2012 et regroupe le service de coopération et d’action culturelle de l'ambassade de France en Italie (SCAC), le bureau de coopération linguistique et artistique (BCLA), ainsi que les Instituts français de Florence, Milan, Naples et Palerme. D'autres centres culturels français ont laissé la place à des Alliances françaises.
La mission de l'Institut français d'Italie est d'entretenir les relations bilatérales entre la France et l'Italie dans le domaine de la culture, de la coopération universitaire et linguistique. Cette relation est fondée sur la proximité historique de la France et de l'Italie, sur l'imbrication profonde de leurs cultures et les liens qu'entretiennent leurs peuples. C'est une mission à laquelle la diplomatie française accorde une importance particulière dans le contexte contemporain de mondialisation croissante.
L'Institut français d'Italie s'appuie pour cela sur un large et ancien réseau d'instituts culturels. L'Institut français de Florence a été le premier ouvert par la France à l'étranger, en 1907. Il bénéficie aussi du soutien de partenaires privés, italiens et français.
La création d’une nouvelle institution culturelle, qui unifie l’action de l’Ambassade de France en Italie en tenant compte des initiatives culturelles locales et du lien avec le territoire, vise à améliorer la visibilité de l'institution, et à aider à l'identification des actions entreprises sous son patronage.
L’Institut français d’Italie fait partie du vaste réseau des Instituts français à l’étranger. Il en existe aujourd’hui environ une centaine dans le monde.
Il se consacre aux relations franco-italiennes dans tous les domaines : culturel, éducatif, scolaire et universitaire au sens large. Il agit dans le cadre de l’accord culturel bilatéral signé par la France et l’Italie le 4 novembre 1949 et régulièrement mis à jour.
Il a pour mission de :
- diffuser la langue française en Italie, en particulier dans les structures éducatives et sur internet ;
- promouvoir les productions françaises sur la scène artistique italienne et sur les marchés des industries culturelles, et développer les échanges entre les professionnels des deux pays ;
- renforcer la présence française dans le paysage audiovisuel italien, en particulier au cinéma, qui est depuis toujours un art dans lequel la relation franco-italienne est particulièrement riche et fructueuse ;
- stimuler le débat d’idées entre la société italienne et la société française, en particulier sur les questions globales qui concernent l’avenir de la société internationale ;
- développer la coopération universitaire entre les deux pays et augmenter la mobilité des étudiants de l’Italie vers la France.

De façon générale, il a pour rôle de renforcer, dans tous les domaines, les relations et les échanges entre la France et l’Italie.
Pour atteindre ces objectifs, l’Institut français s’appuie sur cinq secteurs :
- la coopération linguistique et éducative ;
- l’action culturelle, à travers la promotion de la création artistique et la collaboration pour le patrimoine et les musées ;
- la diffusion du cinéma et de l’audiovisuel ;
- le livre et le débat d’idées ;
- la coopération universitaire.

À cela s’ajoute, grâce aux instituts présents sur l’ensemble du territoire, une importante dimension de promotion de la langue française, à travers une offre de cours de français réputée pour sa qualité et la diversité de ses programmes d'enseignement.
L’Institut français d'Italie coopère étroitement avec l'Institut français - Centre Saint-Louis, rattaché à l'ambassade de France près le Saint-Siège qui, outre ses missions culturelles spécifiques auprès des milieux ecclésiastiques romains, assure l'enseignement du français et offre les diplômes et certifications linguistiques dans la capitale italienne.
Depuis novembre 2024, sa directrice est Florence Alibert.

## Réseau en Italie
L'Institut français d'Italie compte quatre centres dans différentes villes italiennes : l'Institut français de Milan, l'Institut français de Florence, l'Institut français de Naples et l'Institut français de Palerme.
L’Institut français d'Italie collabore régulièrement avec le réseau des Alliances françaises en Italie, présentes dans nombreuses villes, comme Turin, Bari, Bologne, Gênes, Latina, Venise ou Aoste.